# Morristown (Dakota del Sud)
Morristown è un comune degli Stati Uniti d'America, situato in Dakota del Sud, nella contea di Corson.